# مت لتچر
مت لتچر (به انگلیسی: Matt Letscher) یک بازیگر سینما، تئاتر و نمایشنامه‌نویس اهل ایالات متحده آمریکا است.

## زندگی
لتچر در گروس پوینت ، میشیگان متولد شد و برادر بزرگتر برایان لتچر بازیگر است. وی در کالج در دانشگاه میشیگان در آن آربر، میشیگان شرکت کرد و عضو انجمن برادری سیگما نو و یک بازیگر تئاتر بود. او با جنیفر ازدواج کرده‌است و دو فرزند دارد.

## آثار

### فیلم‌ها
- نقاب زورو در نقش هریسون لاو
- هویت در نقش گرگ
- لچک‌به‌سر در نقش گیل هاینس
- گره شیطان در نقش پاول فورد
- مدیسون در نقش اوون
- او در نقش چارلز
- ۱۳ ساعت: سربازان مخفی بنغازی در نقش کریستوفر استیونز
- قلب یک مخاطب در نقش مایک هووارد
- معلم سال در نقش میچ کارتر
- شمارش معکوس در نقش چارلی هریس
- زندگی عاشقانه

### سریال‌ها
- جویی در نقش اریک گرت (۵ قسمت)
- دار و دسته در نقش دن کوکلی (۳ قسمت)
- بنت در نقش بن (۵ قسمت)
- امپراتوری بوردواک در نقش جوزف کندی سینیر (۴ قسمت)
- خاطرات کری در نقش تام بردوشاو (۲۶ قسمت)
- رسوایی در نقش بیلی چمبرز (۸ قسمت)
- نارکس: مکزیک در نقش جیمی کویکندال (۱۱ قسمت)
- ویل و گریس در نقش جیمز وایز (۳ قسمت)
- فلش در نقش ایوبارد ثاون/فلش معکوس (۵ قسمت) همچنین در فصل ۸
- افسانه‌های فردا در نقش ایوبارد ثاون/فلش معکوس (۱۲ قسمت)

### تئاتر
- درد بیهوده عشق
- خواستگارها
- امشب ساعت ۸:۳۰
- رقص باران

### بازی‌های ویدئویی
- بایوشاک ۲